# Национальный медицинский исследовательский центр кардиологии
ФГБУ «Национальный медицинский исследовательский центр кардиологии имени академика Е. И. Чазова» (НМИЦК им. ак. Е.И. Чазова) Министерства здравоохранения Российской Федерации — одно из передовых и старейшее в России специализированное медицинское учреждение, деятельность которого направлена на диагностику, лечение и профилактику сердечно-сосудистых заболеваний.

## История
История кардиологического комплекса берет свое начало с 1945 года, когда на базе клиник Всесоюзного института экспериментальной медицины был организован Институт экспериментальной и клинической терапии АМН СССР. Первым директором института стал терапевт, доктор медицинских наук, академик АМН В. Ф. Зеленин.
Уже через три года Институт клинической терапии был реорганизован в Институт терапии, а директором назначили академика А. Л. Мясникова, который со вступлением в должность выделил приоритетные направления для изучения: гипертоническая болезнь и атеросклероз. Вскоре институт стал ведущим учреждением Советского Союза, занимающимся сердечно-сосудистыми патологиями. Однако для дальнейшего развития институту требовались расширения кадрового состава и территории. Это стало возможным после переезда в Петроверигский переулок. К приоритетным направлениям деятельности института добавляются коронарное кровообращение и его регуляция, почечное кровообращение и артериальная гипертензия; также значительно расширились исследования по атеросклерозу. В 1963 году в институте было создано первое в Советском Союзе специализированное отделение для лечения острого инфаркта миокарда.
В 1965 году после смерти А. Л. Мясникова директором становится Е. И. Чазов. Годом позже институт получил имя прежнего директора и стал называться НИИ терапии имени А. Л. Мясникова, а ещё через год изменил название на Институт кардиологии имени А. Л. Мясникова. В это время в институте широко проводили исследования возможностей диагностики и лечения вторичных форм артериальной гипертонии. Также была основана экспериментальная лаборатория электрофизиологии сердца, где были созданы два антиаритмических препарата — этмозин и этацизин.
16 мая 1973 года в институте было проведено первое клиническое эхокардиографическое исследование. Сотрудник института Юрий Беленков становится пионером освоения и внедрения этого метода диагностики в широкую практику. В 1975 году постановлением Совета Министров СССР был создан Всесоюзный кардиологический научный центр (ВКНЦ), состав которого постоянно увеличивался, и к 1981 году в него входили НИИ кардиологии имени А. Л. Мясникова, Институт экспериментальной кардиологии и Институт профилактической кардиологии. 5 июня этого же года в отделении неотложной кардиологии ВКНЦ впервые в мире больному с инфарктом миокарда был произведен тромболизис с помощью внутрикоронарного введения фибринолизина в дозе в 10 раз меньшей, чем при внутривенном введении, что привело к созданию нового метода лечения — тромболитической терапии.
24 августа 1982 года Институт клинической кардиологии и Институт экспериментальной кардиологии переезжают в новый комплекс из 26 зданий на 3-й Черепковской улице. Работа группы архитекторов (И. М. Виноградский, В. К. Легошин и другие) над этим комплексом зданий была удостоена в 1990 году Государственной премии СССР в области литературы, искусства и архитектуры.
В 1984 году было открыто отделение кардиохирургии, во главе которого стал академик Р. С. Акчурин. В 1988 году из состава ВКНЦ был выведен Институт профилактической кардиологии, который позднее был преобразован в Центр профилактической медицины. В 1996 году постановлением Правительства РФ ВКНЦ РАМН получил название Российского кардиологического научно-производственного комплекса (РКНПК) Минздрава России.
В 2016 году было объявлено о планах реконструирования и расширения корпуса 9б РКНПК, в котором находится кардиореанимационное палатное отделение. Реконструкция предусматривает изменение объемно-планировочных решений здания, с размещением на первом этаже терапевтического стационарного отделения на 30 коек.
С 1 мая 2017 года в соответствии с приказом министра здравоохранения Российской Федерации генеральным директором был назначен член-корреспондент РАН, доктор медицинских наук, профессор Сергей Анатольевич Бойцов.
12 июля 2017 года РКНПК был переименован в Национальный медицинский исследовательский центр кардиологии (НМИЦ кардиологии).

## Направления научных исследований
В данный момент в Центре ведутся многочисленные научные исследования фактически по всем главным направлениям кардиологии: атеросклероз, ишемическая болезнь сердца, тромбозы, острый инфаркт миокарда, артериальная гипертония, нарушения ритма сердца, первичные поражения миокарда, недостаточность кровообращения. Также ведется развитие прогрессивного направления в медицине, основанное на использовании гибридных технологий в кардиологии. В частности проводятся ангиопластика — операции на легочных артериях. Сотрудники Института занимаются вопросами диагностики и лечения распространенных заболеваний сердечно-сосудистой системы, в том числе хирургическое лечение.